# Valero Rivera Folch
Valero Rivera Folch (Barcelona, 22. veljače 1985.), poznat i kao Valero Rivera mlađi, španjolski rukometni reprezentativac, sin proslavljenog španjolskog trenera i izbornika španjolske rukometne reprezentacije Valera Rivere Lópeza.

## Vanjske poveznice
- Profil na stranicama EHF  Arhivirana inačica izvorne stranice od 3. kolovoza 2014. (Wayback Machine)